# Hotel Cecil
Hotel Cecil – niskobudżetowy hotel w Los Angeles. Został otwarty 20 grudnia 1924 roku. W 2011 roku został przemianowany na Stay On Main Hotel, co miało na celu oddalenie obiektu od mrocznej przeszłości. Jest znany ze swojej burzliwej historii, w której doszło do wielu samobójstw i zgonów. Został zamknięty w 2017 roku, lecz ponowne otwarcie miało miejsce w marcu 2022..
Ma 19 pięter wysokości i 700 pokojów dla gości. W lutym 2017 rada miasta Los Angeles zagłosowała za uznaniem Hotelu Cecil za zabytek historyczno-kulturowy, ponieważ jest reprezentatywny dla amerykańskiego hotelu z początku XX wieku oraz ze względu na historyczne znaczenie dorobku jego architekta.

## Kryminalna przeszłość
Pierwsze udokumentowane samobójstwo w Cecil miało miejsce wieczorem 22 stycznia 1927, ledwo 2 lata po otwarciu hotelu. 52-letni Percy Ormond Cook zastrzelił się w swoim pokoju hotelowym po tym, gdy nie mógł pogodzić się z żoną i dzieckiem. Los Angeles Times doniósł, że został przewieziony do szpitala z niewielką szansą na przeżycie. Z aktu zgonu wynika, że zmarł tego samego wieczoru.
Kolejna zgłoszona śmierć nastąpiła w 1931, kiedy to W. K. Norton zmarł w swoim pokoju po zażyciu kapsułek z trucizną. W latach 40. i 50. XX wieku w Cecil doszło do jeszcze większej ilości samobójstw. RoomSpook – strona internetowa, która śledzi zgony w hotelach, wymienia co najmniej 13 samobójstw, które wydarzyły się w hotelu.
W 1964 roku emerytowana telemarketerka o nazwisku Osgood, która była znaną i lubianą długoterminową rezydentką hotelu, została znaleziona martwa w swoim pokoju. Została zgwałcona, dźgnięta, pobita, a jej pokój splądrowano. Jacques B. Ehlinger został oskarżony o morderstwo Osgood, ponieważ był widziany ubrudzony krwią i krążący po ulicach w pobliżu hotelu, ale później został oczyszczony z zarzutów. Jej morderstwo do dziś pozostaje niewyjaśnione.
Oprócz samobójstw historia Cecil obejmuje inne akty przemocy i niepokojące wydarzenia. Hotel stał się również znanym miejscem spotkań kazirodczych par, działalności narkotykowej i wspólnej płaszczyzny dla prostytutek.
W latach 80. hotel prawdopodobnie był rezydencją seryjnego mordercy Richarda Ramireza. Ramirez regularnie przebywał w okolicach budynku w Los Angeles i według urzędnika hotelowego, który twierdzi, że z nim rozmawiał, podobno Ramirez przebywał w Cecil przez kilka tygodni.
W 2015 roku, badając historię Cecil Hotel dla artykułu dla KCET, Hadley Meares stwierdziła, że w 1947 roku Elizabeth Short została zauważona jak pije w barze Cecil w dniach poprzedzających jej nierozwiązane morderstwo. Jednak twierdzenie to wydaje się być powtórzeniem dawno zapomnianego kłamstwa, które po raz pierwszy pojawiło się w artykule z 1995 roku napisanym przez pisarza z Los Angeles Times Steve'a Harveya.

### Śmierć Elisy Lam
W 2013 roku hotel Stay on Main ponownie stał się przedmiotem uwagi, po tym, gdy opublikowane zostało nagranie z monitoringu hotelowego, na którym widać  młodą kanadyjską studentkę, Elisę Lam, zachowującą się chaotycznie w hotelowej windzie. Nagranie przedstawia Lam wielokrotnie wciskającą przyciski windy, wchodzącą i wychodzącą z windy, wyglądającą przy tym, jakby próbowała się przed kimś ukryć. Nagranie powstało na krótko przed jej zniknięciem. 
Jej nagie, wyr  uchane, nalana s  permą ciało zostało znalezione w zbiorniku wodociągowym na dachu hotelu, po skargach mieszkańców na wodę o dziwnym smaku. Sposób, w jaki dostała się do zbiornika pozostaje zagadką. 
Piętro, na którym przebywała Lam, było jednym z pięter, na którym nie było nagrań z monitoringu, co pozostawiało niepewność co do tego, czy jej śmierć była zabójstwem, dopóki siostra Lam nie ujawniła detektywom, że Lam w przeszłości nie przyjmowała przypisanych jej leków. Wśród jej rzeczy pozostawionych w hotelu było kilka leków na receptę, pozornie nietkniętych. U Lam zdiagnozowano wcześniej skrajną postać zaburzeń afektywnych dwubiegunowych.

## W kulturze popularnej
- 1987: irlandzki zespół rockowy U2 wystąpił na dachu budynku obok hotelu Cecil w oficjalnym teledysku zespołu do utworu „Where the Streets Have No Name”, opartym głównie na materiale z tego występu[11].
- 2015: piąty sezon serialu telewizyjnego z antologią FX, horroru American Horror Story, jest oparty na wydarzeniach w hotelu Cecil[12][13].
- 2017: Investigation Discovery zaprezentowało trzyczęściowy miniserial o hotelu Cecil, zatytułowany „Horror at the Cecil Hotel”[14].
- 2018: horror Followed zawiera w swojej fabule kilka przypadków morderstw i samobójstw w hotelu[15].
- 2021: Netflix wyemitował czteroodcinkowy serial dokumentalny zatytułowany Crime Scene: The Vanishing at the Cecil Hotel, badający śmierć Lam[16]. Premiera miała miejsce 10 lutego[17].